# Gmina Podgórzyn
Die Gmina Podgórzyn [pɔdˈguʒɨn] ist eine Landgemeinde im Powiat Jeleniogórski der Woiwodschaft Niederschlesien in Polen. Sie gehört der Euroregion Neiße an. Ihr Sitz ist das gleichnamige Dorf (deutsch Giersdorf) mit etwa 1700 Einwohnern.

## Geographie
Das Gemeindegebiet grenzt im Norden an die Stadt Jelenia Góra (Hirschberg im Riesengebirge) und im Süden an Tschechien. Die Grenze verläuft auf dem Hauptkamm des Riesengebirges. Die Orte im Norden liegen am Rand des Hirschberger Tals, das Gebiet oberhalb von Borowice (Baberhäuser) und Przesieka (Hain) im Karkonoski Park Narodowy (Nationalpark Riesengebirge). Jenseits des Spindlerpasses (Przełęcz Karkonoska, tschechisch Slezské sedlo) liegt die  tschechische Partnergemeinde Špindlerův Mlýn (Spindlermühle). Zu den Gewässern gehört die Podgórna.
Der höchste Berg auf Gemeindegebiet ist die 1440 m n.p.m. hohe Kleine Sturmhaube (Mały Szyszak).

## Geschichte
Von 1975 bis 1998 gehört die Gemeinde zur Woiwodschaft Jelenia Góra.

## Partnerschaft
- Špindlerův Mlýn (Spindlermühle) in Tschechien

## Gliederung
Die Landgemeinde (gmina wiejska) Podgórzyn besteht aus zehn Dörfern:
- Borowice (Baberhäuser)
- Głębock (Glausnitz)
- Marczyce (Märzdorf)
- Miłków (Arnsdorf)
- Podgórzyn (Giersdorf)
- Przesieka (Hain im Riesengebirge)
- Ściegny (Steinseiffen)
- Sosnówka (Seidorf)
- Staniszów (Stonsdorf)
- Zachełmie (Saalberg)

## Sehenswürdigkeiten
Sehenswert ist das Schloss in Staniszów (Stonsdorf). Die nahe gelegene Burg Chojnik (Kynastburg) gehört zu Jelenia Góra. Die in den 1990er Jahren fertiggestellte Sosnówka-Talsperre (Zbiornik Sosnówka bzw. Jezioro Sosnówka) mit einer Staumauer von 1500 Metern Länge und 20 Metern Höhe erstreckt sich zwischen Podgórzyn und Sosnówka. Das 1700 Hektar große Trinkwasser-Reservoir ist für die Öffentlichkeit nicht zugänglich.